# Фрисби-фристайл
Flying disc freestyle, также известный как фрисби-фристайл представляет собой вид спорта и исполнительского искусства, характеризующийся творческими, акробатическими и спортивными маневрами с летающим диском . Фристайл выполняется индивидуально или, чаще, в группах, как на соревнованиях, так и на отдыхе .
Ассоциация игроков-фристайлеров (FPA) является руководящим органом фристайла, посвященным развитию фрисби-фристайла как активного отдыха и соревновательного вида спорта. Организация участвует в международных турнирах и рейтингах, а также в предоставлении образовательных грантов и рекламных акций . Каждый год FPA проводит чемпионат мира с подразделениями в открытых парах, смешанных парах, мужских и женских парах. Соревновательный фрисби-фристайл обычно оценивается судьями по исполнению, сложности и художественному впечатлению.